# Барвиха (селище)
Барви́ха (рос. Барвиха) — селище в Одинцовському районі Московської області, розташоване неподалік від Рубльово-Успенського шосе на річці Саминці. За два кілометри на північ від селища на Рубльово-Успенському шосе розташовується село Барвиха.

## Історія
У XVIII столітті на місці селища розташовувався стародавній сосновий бір, а місце йменувалось Оборихою (Оборвихою), пізніше — Борихою. Теперішня назва закріпилась за Барвихою у 1920-их роках.
Селище було збудовано генералом Олександром Казаковим, власником сусіднього села Подушкіно, у середині XIX століття як курорт для збільшення прибутку його маєтку.
1872 року був зведений аналог нинішнього пропускного пункту — сторожка зі шлагбаумом.
В околицях селища розміщуються 3 елітних котеджних селища: Барвиха-2, Барвиха Club і Барвиха Village.

## Пам'ятки
- Обома берегами Саминки — рови й пагорби. Це все, що залишилось від згаданої в повісті Олексія Толстого «Князь Срібний» садиби.
- Замок баронеси Маєндорф, що слугує заміською резиденцією російських президентів.

## Персоналії
- Марецька Віра Петрівна (1906—1978) — радянська російська актриса театру і кіно.